# Martina Mittelberger
Martina Mittelberger (* 1967 in Bludenz, Vorarlberg, Österreich) ist eine österreichische Schriftstellerin.

## Leben
Nach Abschluss des dortigen Realgymnasiums erfolgte eine Ausbildung im Vermessungswesen mit dem Schwerpunkt Ingenieurgeodäsie. Seit 1990 arbeitet sie an der Überwachung von Hangbewegungen in Vorarlberg mit. Während Unterbrechungen ihrer Arbeit, die meistens im Winter stattfanden, bereiste sie unter anderem Indien, Sri Lanka, Nepal, Tibet, Mexiko, Belize, Indonesien und Patagonien. Die darüber entstandenen Reiseberichte führten zu einer ständig wachsenden Leserschaft, welche schließlich zur Veröffentlichung erster Texte und Lyrik in Lesungen, zum Beispiel 2001 im Theater Kosmos, 2003 im Theater am Saumarkt und in der Bludenzer Kulturnacht (2005 und 2016), führte.
Im Jahr 2003 war sie unter den Preisträgern des Feldkircher Lyrikpreises. Im Jahr 2009 wurde ihre Kurzgeschichte „Der Adler ist gelandet“ zu den besten 16 Einsendungen aus über 320 Beiträgen gewählt. Im Oktober 2009 erschien ihr erster Roman „Flurbereinigung“, der die Erfahrungen aus ihrem Beruf mit ihrer sprachlichen Begabung vereint. Beim Germanwings Story Award 2011, zu dem knapp fünfhundert Beiträge eingingen, gewann ihre Erzählung „Apollo bekommt eine Gefährtin“ den siebten Preis. Zu Ostern 2015 fand im Hotel Schwärzler in Bregenz erstmals die mehrtägige Veranstaltung „Literatur im Schwärzler“ statt. Die Textbeiträge der zwölf Autoren – unter ihnen Martina Mittelberger – mussten bestimmte Schlüsselwörter (beispielsweise „Notbeleuchtung“) enthalten und wurden am letzten Abend dem Publikum präsentiert. Die Lesungen wurden vom ORF übertragen. Später erschienen die Texte in einem kleinen Buch. Im Oktober 2015 erzielte Martina Mittelbergers zum Thema „eine heitere Geschichte“ eingereichte Text „Kekse“ beim 14. Nordhessischen Literaturpreis Holzhäuser-Heckethaler den 2. Platz. Zudem erhielt sie nach der Lesung den Publikumspreis zugesprochen.
Martina Mittelberger lebt in ihrem Geburtsort Bludenz.

## Werke
- Erika Kronabitter (Hrsg.): Lyrik der Gegenwart: Feldkircher Lyrikpreis 2003–2007. Wien 2008, ISBN 978-3-902157-43-0.
- Harder Literaturwettbewerb 2008: Anthologie der prämierten Texte „Der Adler ist gelandet“. Hecht Verlag, 2009, ISBN 978-3-85298-165-9.
- Flurbereinigung. Bucher Verlag Hohenems, Wien 2009, ISBN 978-3-902679-66-6.[1]
- Geschichten vom Fliegen IV – 11 preisgekrönte Beiträge. Monsenstein & Vannerdat, 2011, ISBN 978-3-942153-07-2.
- Wir vom Jahrgang 1967 – Kindheit und Jugend in Österreich. Wartberg Verlag, 2012, ISBN 978-3-8313-2667-9.[2]
- Kurt Bracharz, Daniela Egger, Ulrich Gabriel, Wolfgang Mörth (Hrsg.): Miromente 27 – enthält 12 Wortbilder (Lyrik) von M. Mittelberger. März 2012, ISSN 1816-711X.
- Literatur im Schwärzler 1 – enthält eine Kurzgeschichte von M. Mittelberger. Bucher Verlag Hohenems Wien Vaduz, 2015, ISBN 978-3-99018-348-9.